# C.200 Saetta
A Macchi C.200 Saetta („Nyíl”) egy olasz vadászrepülőgép volt, melyet az Aeronautica Macchi tervezett és a Regia Aeronautica alakulatai használtak a második világháborúban. A C.200 nagyszerűen manőverezhető, repülési tulajdonságai kielégítőek. Nagy sebességű zuhanásnál stabilitása kivételes, de kortársaihoz képest hajtóműve és fegyverzete is gyenge volt.
Olaszország 1940. június 10-i hadba lépése és az 1943. szeptember 8-án aláírt fegyverszünet között a C.200 több bevetést repült, mint bármely más olasz repülőgép. A gépet bevetették Görögországban, Észak-Afrikában, Jugoszláviában, a Földközi-tenger térségében és a Szovjetunióban is, ahol nagyon jó győzelem/veszteség arányt értek el a géppel (88 légigyőzelem, 15 elveszített gép). Erős, teljesen fémépítésű repülőgéptörzse és léghűtéses motorja alkalmassá tette földi célpontok elleni használatra, így néhány repülőegység vadászbombázóként üzemeltette a típust. A háború végéig több, mint ezer darabot gyártottak belőle.

## Története
A gépet Olaszország egyik leghíresebb repülőgéptervezője, Mario Castoldi Macchi tervezte. Az ő által tervezett gépek ekkor, mint a C.200 Saetta is, úgynevezett versenyrepülőgépek (vízi repülőgépek) voltak, hasonlóan az angol Reginald Joseph Mitchell által tervezett Spitfire-hoz. Ez a gép is, mint ebben az időben készülő olasz gépek, ragyogó konstrukciójú volt, általános repülési és fordulékonysági tulajdonságai egyaránt nem hagytak kívánni valót (a megfelelő motort kivéve). Ez volt majdnem az egyetlen probléma az olasz gépekkel, nem volt megfelelő motorjuk és a háborúban ezért is tudtak csak csekély sikereket elérni. A nagy légellenállású, kis teljesítményű csillagmotorok, amit az olasz hadiipar tudott ajánlani, nem tette hatékonnyá a kezdeti időben az Olasz Légierő (Regia Aeronautica) számára a háború előtt épített gépeket. Viszont mikor már jó teljesítményű, kiváló német motorokat szerelhettek be a gépekbe, addigra már a háború olyan mértékben előre haladt, hogy a gép már nem nagyon játszhatott kulcsszerepet. A gépet 1936-ban tervezték és a következő évben, 1937-ben már repültek az első példányai és már sorozatgyártásba is került. A második világháború kitörésekor 156 darab C.200-as épült meg és a Fiat C.R.42-vel ez a gép alkotta a Regia Aeronautica gerincét. Több változatot is építettek a gépből. A gép első változatait kivéve nyitott volt a pilótafülke a repülőkön. A C.200 Saettából összesen több mint 1153 darabot építettek.

## Típusok
- C.200 A1
- C.200 A2: Megerősítették a szárnyát, hogy akár két bombát is tudjon hordozni.

## Megrendelő és üzemeltető országok

### Regia Aeronautica
Az olasz légierő a háború első felében. Elsődleges gyártó és megrendelő.

### Aviazione Cobelligerante Italiana

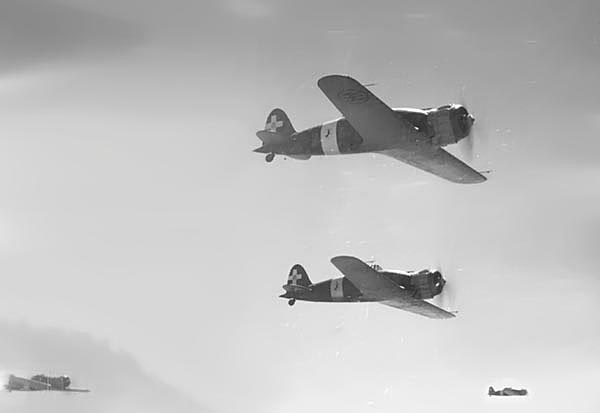
Macchi C.200-as vadászrepülők a levegőben

A szövetségesek mellé csatlakozó, Badoglio kormányhű olasz légierő (másik nevén Aeronautica del Sud), amely 1943 októberében alakult meg.

### Luftwaffe (Wehrmacht)
Az olasz 1943. szeptember 8-ai kiugrást követően a Luftwaffe átvette a Regia Aeronautica feletti irányítást és ezzel a legtöbb gépet is, melyek között több C.200-as is volt.

## Műszaki adatok (C.200 korai változat)

### Geometriai méretek és tömegadatok
- Hossz: 8,25 m
- Fesztávolság: 10,58 m
- Magasság: 3,05 m
- Szárnyfelület: 16,82 m²
- Üres tömeg: 1964 kg
- Normál felszálló tömeg: 2200 kg
- Maximális felszálló tömeg: 2395 kg

### Hajtóművek
- Hajtóművek száma: 1 darab
- Típusa: Fiat A.74 R.C.38 14 hengeres léghűtéses csillagmotor
- Teljesítmény: 870 LE (650 kW)

### Repülési adatok
- Legnagyobb sebesség: 504 km/h
- Hatótávolság: 570 km
- Szolgálati csúcsmagasság: 8900 m
- Emelkedőképesség: 15,3 m/s
- Szárny felületi terhelése: 131,7 kg/m²
- Teljesítmény–tömeg-arány: 0,286 kW/kg

### Fegyverzet
- 2 darab 12,7 mm-es Breda-SAFAT géppuska, fegyverenként 370 darab lövedékkel
- Néhány repülőgépet táborilag módosítottak bombák hordozásához, így 8 darab 15 kg-os vagy 2 darab 50, 100 vagy 150 kg-os bombákat függeszthettek a szárnyak alá